# Avia BH-6
Avia BH-6 là một mẫu thử máy bay tiêm kích chế tạo ở Tiệp Khắc năm 1923.

## Tính năng kỹ chiến thuật
Đặc điểm tổng quát
- Kíp lái: 1
- Chiều dài: 6.47 m (21 ft 3 in)
- Sải cánh: 9.98 m (32 ft 9 in)
- Chiều cao: 2.88 m (9 ft 5 in)
- Diện tích cánh: 22.6 m2 (243 ft2)
- Trọng lượng rỗng: 878 kg (1.936 lb)
- Trọng lượng có tải: 1.180 kg (2.601 lb)
- Powerplant: 1 × Hispano-Suiza 8Fb, 310 kW (231 hp)

Hiệu suất bay
- Vận tốc cực đại: 220 km/h (137 mph)
- Thời gian bay: 2 giờ
- Trần bay: 7.000 m (23.000 ft)

Vũ khí trang bị
- 2 × Súng máy Vickers.303